# Henri Labrouste
 (septembre 2016).
Pour les articles homonymes, voir Labrouste.
Henri Labrouste, né à Paris le 11 mai 1801, et mort à Fontainebleau le 24 juin 1875, est un architecte rationaliste français. Après avoir séjourné six ans à Rome, il ouvrit un atelier de formation d'architectes qui devint centre du courant rationaliste. Il fut l'un des premiers à saisir l'importance du fer en architecture. Il est principalement connu en tant qu'architecte de la bibliothèque Sainte-Geneviève de Paris, et en tant que rénovateur du site historique de la Bibliothèque nationale de France.
Il est le frère de l'architecte Théodore Labrouste, prix de Rome en 1827.

## Biographie

### Jeunesse
Henri Labrouste, né à Paris sous le consulat est issu d’une famille de juristes bordelais favorables aux idées révolutionnaires quoique modérées. Son père, François-Marie-Alexandre Labrouste, membre du Conseil des Cinq-Cents en 1796 puis du Tribunat jusqu’en 1807, est un soutien de l’Empire. Parmi ses trois frères, Henri compte un autre architecte, Théodore, né en 1799, et Alexandre, né en 1796, célèbre directeur du Collège Sainte-Barbe (Paris).
Labrouste entre dans ce dernier établissement comme élève en 1809. Il est admis à la deuxième classe de l'École royale des beaux-arts dans l'atelier Lebas-Vaudoyer en 1819. En 1820, il accède en première classe. En compétition pour le grand prix, Labrouste arrive en deuxième position derrière le projet de Palais de justice de Guillaume Abel Blouet en 1821.
En 1823, vainqueur du prix départemental, il travaille comme sous-inspecteur sous la direction d'Étienne-Hippolyte Godde sur le chantier de l'église Saint-Pierre-du-Gros-Caillou à Paris.
L'année 1824 est un tournant dans la vie de Labrouste. Il remporte le grand prix de Rome sur le thème d'une Cour de cassation. Il quitte en novembre Paris pour l'Italie. Sur son chemin, il s'arrête à Turin, Milan, Lodi, Plaisance, Parme, Modène, Bologne, Florence, Arezzo.

### Séjour à Rome
Pensionnaires de l'État pendant cinq ans, les lauréats sont logés à la villa Médicis. Dans l'étude des monuments de l'Antiquité, ils « doivent rechercher les lois des proportions pour les réduire en formules à l'usage des maîtres et des étudiants de Paris ». Cette obligation se traduit par un envoi annuel adressé à l'Académie des beaux-arts ; « exposés publiquement à Paris, ces envois consistent pour la première année, détails d'architecture relevés sur les restes d'architecture antique. Pour la deuxième année en un relevé d'ensemble (état actuel) d'un de ces édifices. Les envois de troisième et quatrième années comportent la restauration et la restitution, plus ou moins hypothétiques ou basées sur des données historiques du monument précédemment relevé et d'un autre d'importance plus considérable ».
Pour son envoi de première année, il soumet en avril sept dessins du Temple d'Antonin et de Faustine (1826). Les études romaines commencées l'année précédente nourrissent l'envoi de cette troisième année (1828) qui propose à l'aide de cinq dessins une comparaison entre le Colisée et le théâtre de Marcellus. Il séjourne la même année par deux fois à Paestum. À son retour, il commence la préparation de son envoi de quatrième année consacré aux temples de Paestum.
L'année de changement de direction de l'Académie de France à Rome (Vernet remplace Guérin en 1829), voit Labrouste visiter les tombes étrusques de Tarquinia et de Sutres mais aussi Tivoli. Il travaille à son cinquième envoi — un pont destiné à réunir la France et l'Italie — quand arrive à Rome un rapport de l'Académie critiquant la restauration qu'il a faite de Paestum.

### Retour à Paris

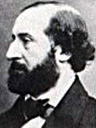
Labrouste, avant 1865.

À son retour à Paris en 1830, la polémique sur la restauration des temples de Paestum prend de l'ampleur. Durant l'été, il ouvre son atelier le 1er août 1830 (professeur libre d'architecture). En 1834, Labrouste travaille avec Duban sur le nouvel aspect à donner à l'École des beaux-arts de Paris.
Le 28 juillet 1835 à Paris, son père est gravement blessé dans l'attentat perpétré par Giuseppe Fieschi contre Louis-Philippe. Il meurt deux jours plus tard, le 30 juillet 1835.
Il entretient une liaison avec Marie Joséphine Clémence Dassys (1804-1898), fille d'un modeste menuisier de Fontainebleau.
Toujours inspecteur à l'École des beaux-arts, il reçoit en 1836 le programme pour la compétition pour un asile d'aliénés à Lausanne. Nommé architecte de la décoration du pont de la Concorde à Paris, il fournit avec son frère Théodore plus de dix projets dont aucun ne sera retenu. Le projet qu'il soumet à Lausanne en 1837 remporte le premier prix, mais il ne sera pas réalisé pour autant. Labrouste concentre son activité sur les tombes du baron de Ridèle et de la famille Brunet pour le cimetière parisien de Montparnasse.
Nommé en janvier 1838 architecte des monuments historiques, Labrouste entreprend ses premiers travaux de restauration. Il est en même temps relevé de sa fonction d'inspecteur à l'École des beaux-arts dont les travaux ont bien avancé.
Parce que sa mère est opposée à son mariage avec Clémence Dassys, il se résout à cacher sa liaison aux yeux de son entourage, ainsi que les cinq enfants qu'ils ont ensemble :
- Anne Marie Julie Labrouste (1838-1925), épouse Frédéric Donat Simon (1825-1887), capitaine au 26e régiment de ligne, chevalier de la Légion d'honneur ;
- Charles François Napoléon Labrouste (1840-1841) ;
- François Émile Pierre Labrouste (né en 1843), employé au ministère des Finances, attaché à la Caisse des dépôts et consignations, épouse Marie Weisgerber (née en 1854) ;
- Pierre François Léon Labrouste (1846-1907), architecte, président de l'Union syndicale des architectes français, officier de l'Instruction publique, qui épouse Fanny Sophie Meyer ;
- Laure Labrouste (1848-1938), directrice d'un forum artistique.

### Labrouste architecte

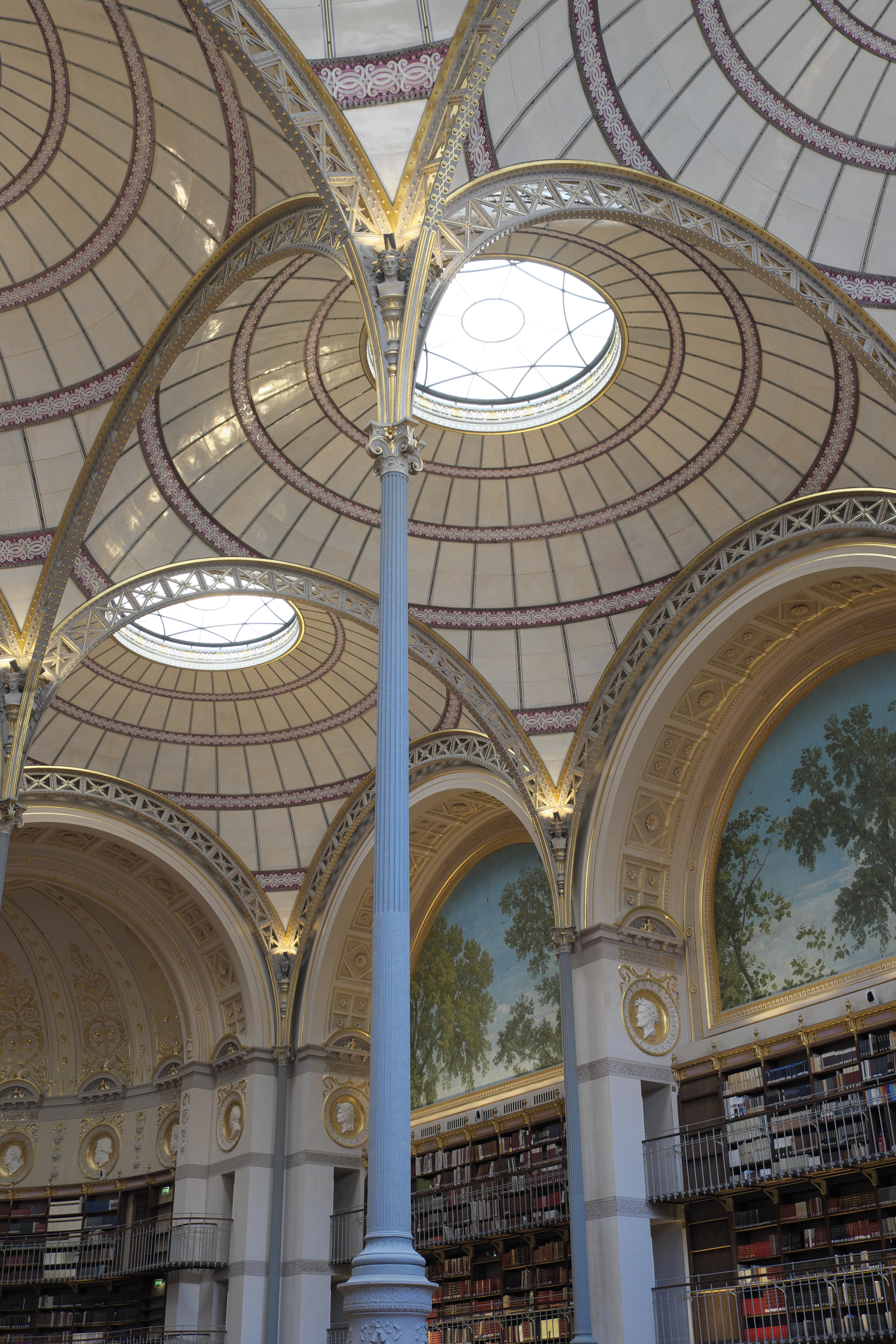
La salle de lecture de la bibliothèque de l'Institut national d'histoire de l'art, salle conçue par Labrouste, site Richelieu, restaurée en 2016.

Le 6 juin 1838, Labrouste est nommé architecte du Dépôt des marbres sur l'île des Cygnes et le 18 juin 1838 architecte de la bibliothèque Sainte-Geneviève à Paris.
En octobre de la même année, l'architecte reçoit la commande du nouveau bâtiment destiné aux collections de la bibliothèque Sainte-Geneviève. En décembre 1839, le projet est soumis au Conseil des Bâtiments civils. Labrouste conçoit le frontispice de la Revue générale de l'architecture et des travaux publics. Le projet pour la nouvelle bibliothèque Sainte-Geneviève est soumis et approuvé en 1840 par le Conseil des Bâtiments civils à la fin du mois de janvier, mais sa présentation devant les chambres est en revanche ajournée. Labrouste est au même moment déclaré vainqueur dans la compétition pour la prison d'Alexandrie en Italie, qui ne fut pas réalisée.
Architecte de la cérémonie de la translation des cendres de Napoléon en collaboration avec Louis Visconti, Labrouste donne les dessins de l'embarcadère de Courbevoie, du bateau catafalque-char, des Champs-Élysées, du pont de la Concorde et de l'esplanade des Invalides.
Tandis que le projet pour la nouvelle bibliothèque Sainte-Geneviève est ajourné, Labrouste est déclaré vainqueur de la compétition des abattoirs de Provins en 1841. Il reçoit les insignes de chevalier de la Légion d'honneur pour sa participation à la translation des cendres napoléoniennes.
Jugé l'un des meilleurs des dix projets, son dessin pour le tombeau de Napoléon aux Invalides remporte la médaille d'or. En 1843, le projet original de la bibliothèque Sainte-Geneviève est de nouveau soumis et approuvé par le Conseil des Bâtiments civils. Labrouste rejoint la Société centrale des architectes, fondée deux ans auparavant.
En 1845, Labrouste entreprend la construction de la Colonie agricole de Saint-Firmin. Le 7 mars 1848, il est nommé membre de deux commissions : l'une, pour le ministère des Cultes, chargée du budget des édifices religieux, l'autre, de la forme à donner au tombeau de l'empereur aux Invalides. Il conçoit également le jeton de la Société centrale des architectes, dont il est élu vice-président en 1849.
Sa mère étant morte l'année précédente, il épouse Clémence Dassys le 12 juin 1852 et légitime ses enfants.
Labrouste est successivement nommé architecte du séminaire de Rennes et de la Bibliothèque impériale, chantier pour lequel il succède à Louis Visconti en 1854. Deux ans plus tard, le projet approuvé, la construction du séminaire de Rennes commence ; entre-temps, l'architecte a choisi de fermer son atelier parisien. Labrouste propose un projet d'agrandissement pour la Bibliothèque impériale dont la réalisation est entreprise à l'automne 1857. C'est le moment que l'architecte choisit pour séjourner à Londres, où il visite longuement la British Library. Le projet est approuvé en 1859, la construction de la nouvelle salle de lecture de la Bibliothèque impériale commence.

### Dernières réalisations et fin de vie

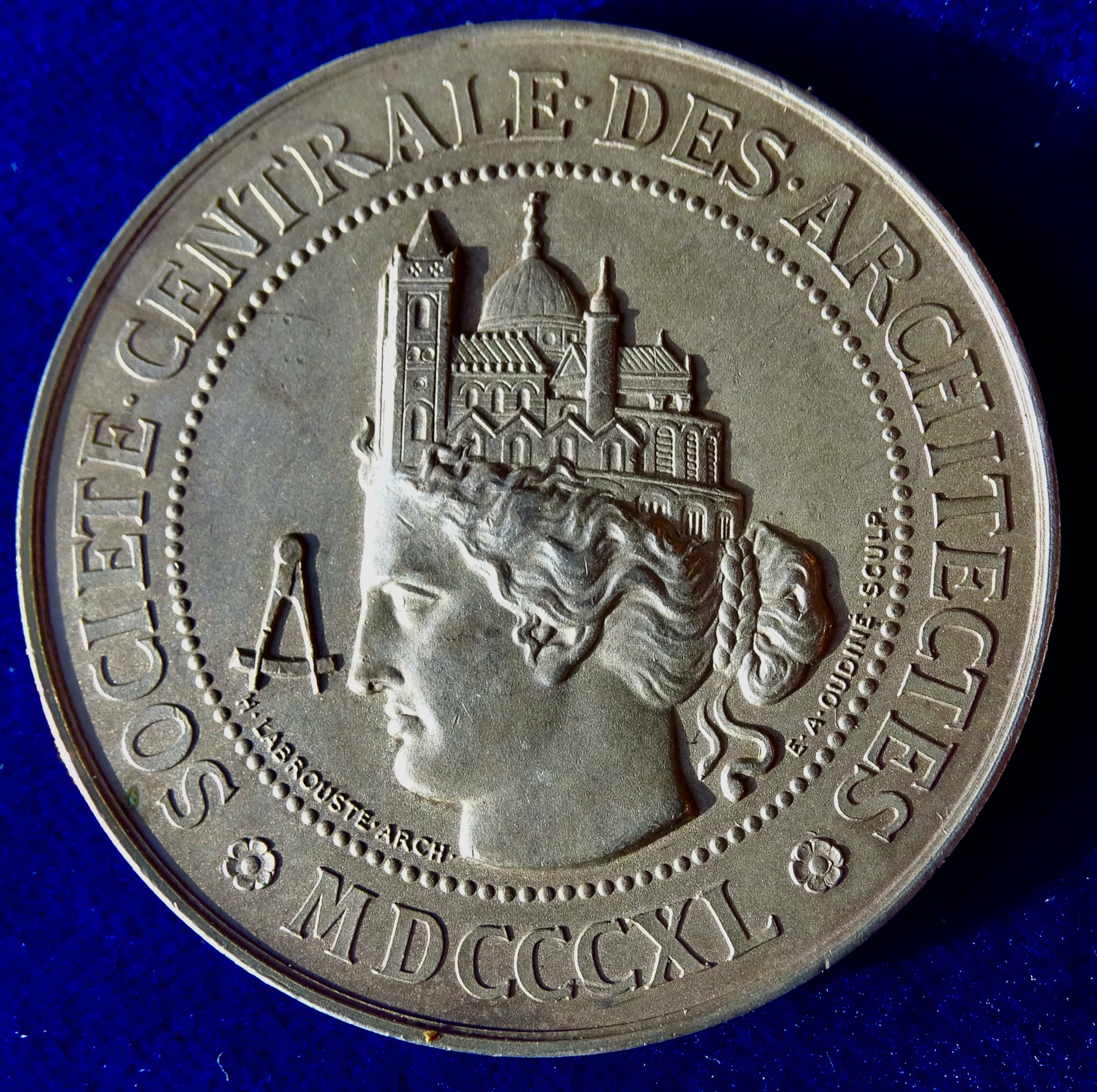
Société Centrale des Architectes 1860 médaille d'honneur, avers

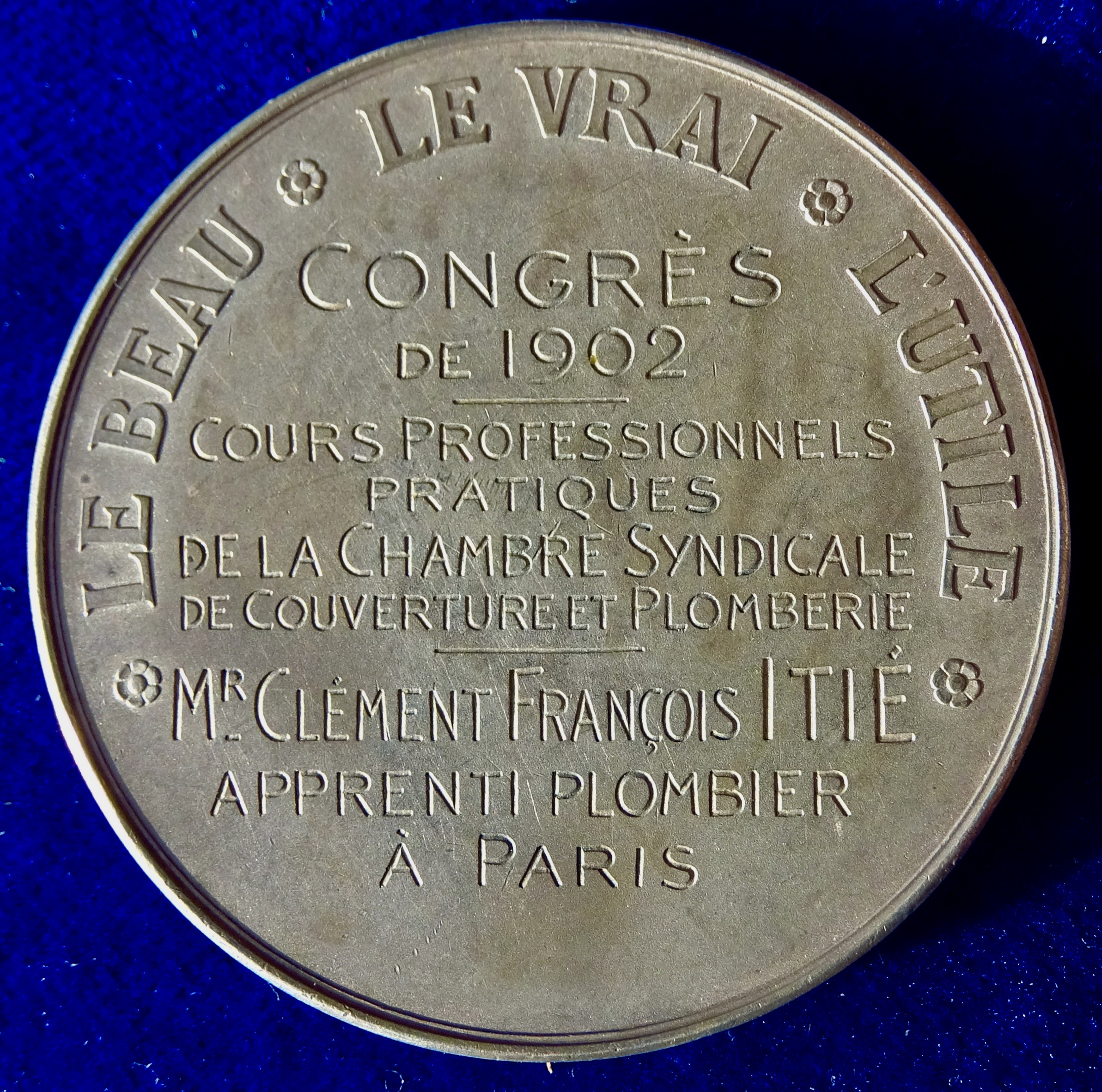
Le revers gravé pour le Cogrès du 1902 cours professionels pratiques de la Chambre Syndicale de Couverture et Plomberie

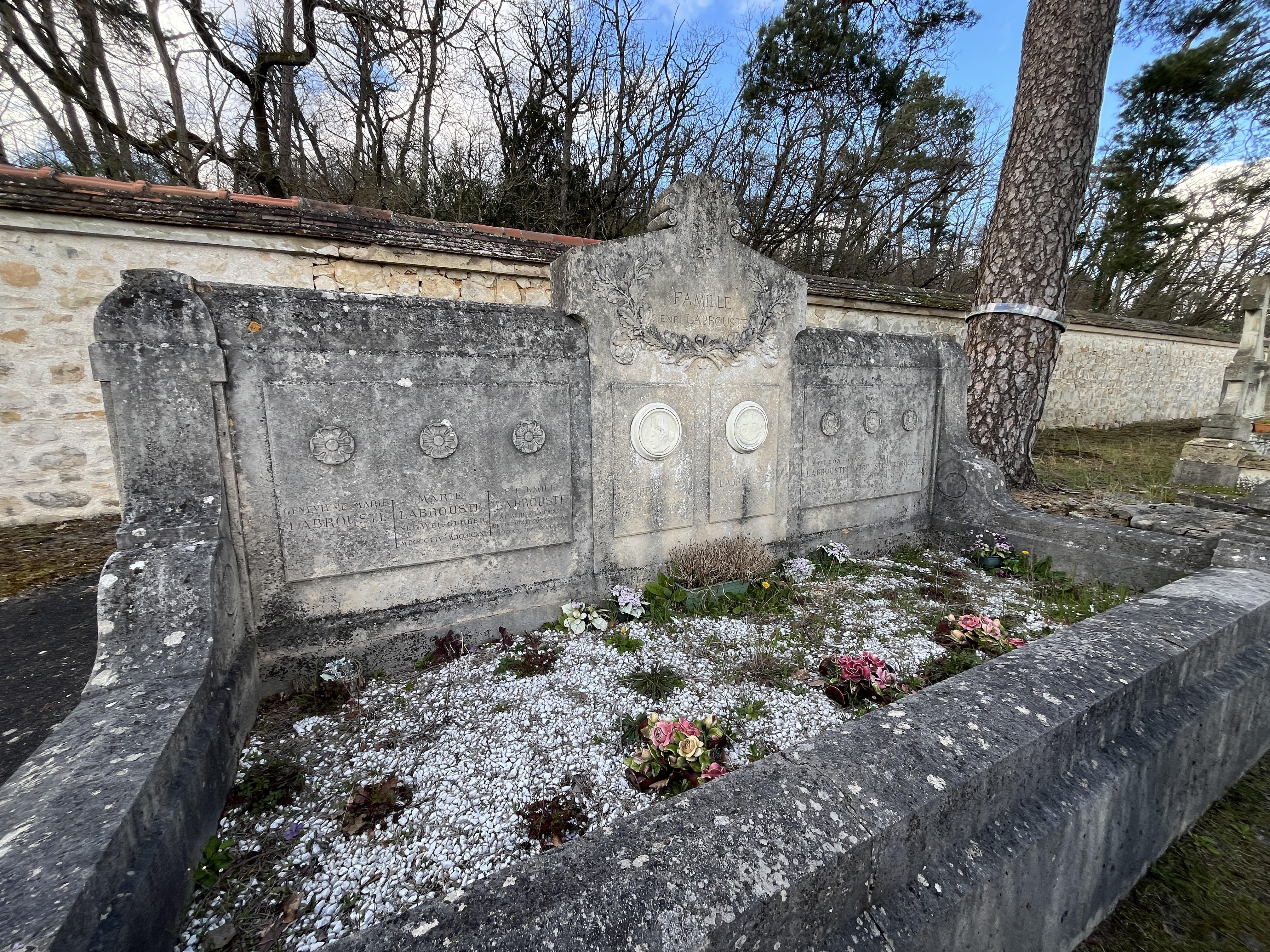
Sépulture de Henri Labrouste au cimetière de Fontainebleau.

Henri Labrouste était le designeur des médailles de la Société centrale des architectes gravé par Eugène-André Oudiné.
Labrouste édifie l'hôtel Vilgruy sur la place François-Ier à Paris en 1865. Labrouste est finalement élu à l'Académie en 1867 en remplacement de Jacques Hittorff. La nouvelle salle de lecture de la Bibliothèque impériale ouvre au public le 2 juin 1868. Durant le mois de mai, Labrouste a été élu membre du Royal Institute of British Architects. Cinq ans plus tard, il est aussi élu président de la Société centrale des architectes et membre de l'American Institute of Architecture. Il installe en 1874, sur le palier de la nouvelle bibliothèque Sainte-Geneviève, un monument rendant hommage à Ulrich Gering, l'un des premiers imprimeurs parisiens. Henri Labrouste meurt le 24 juin 1875 à Fontainebleau.

## Son œuvre

### La construction de la bibliothèque Sainte-Geneviève

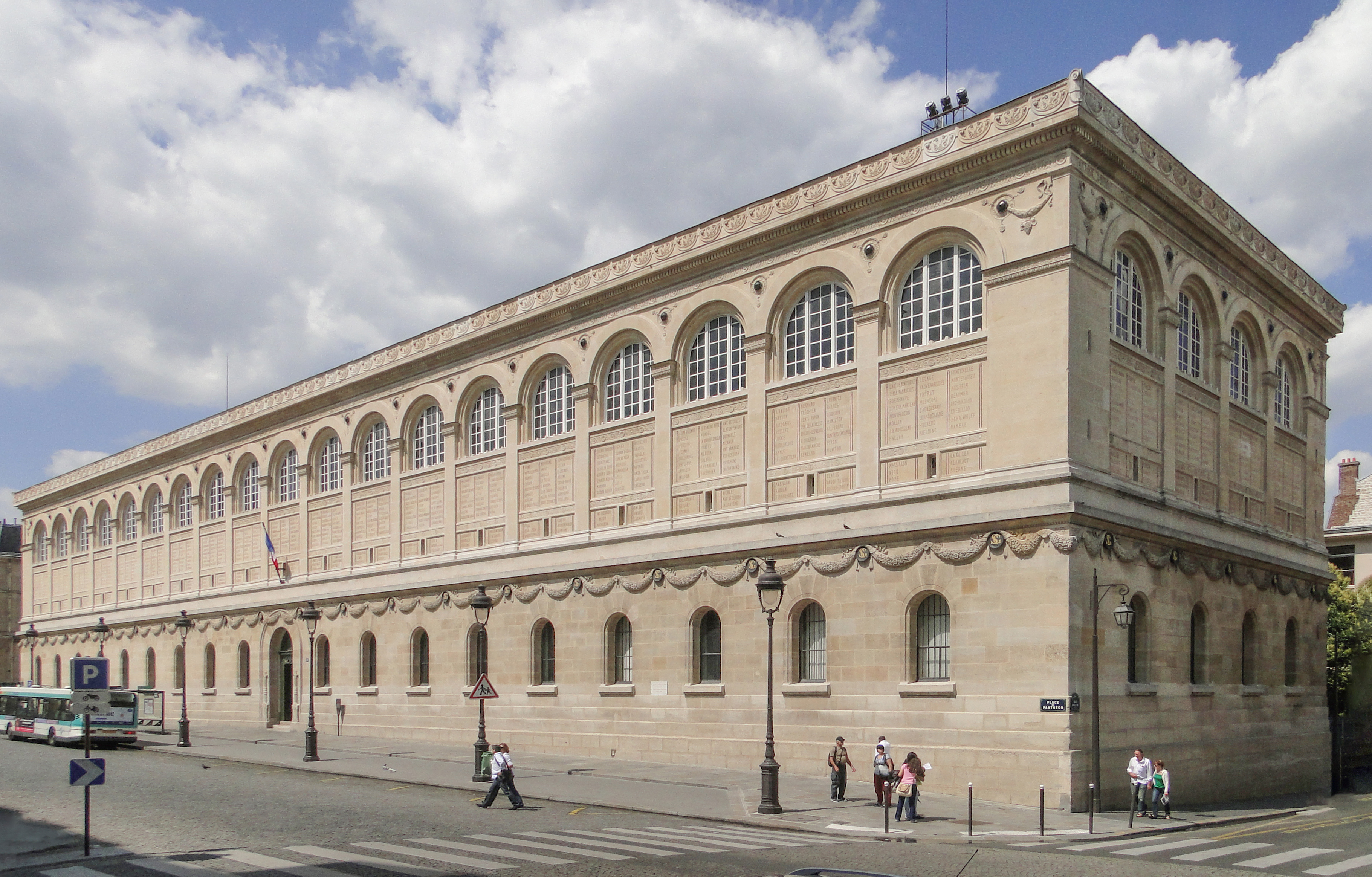
La bibliothèque Sainte-Geneviève à Paris.

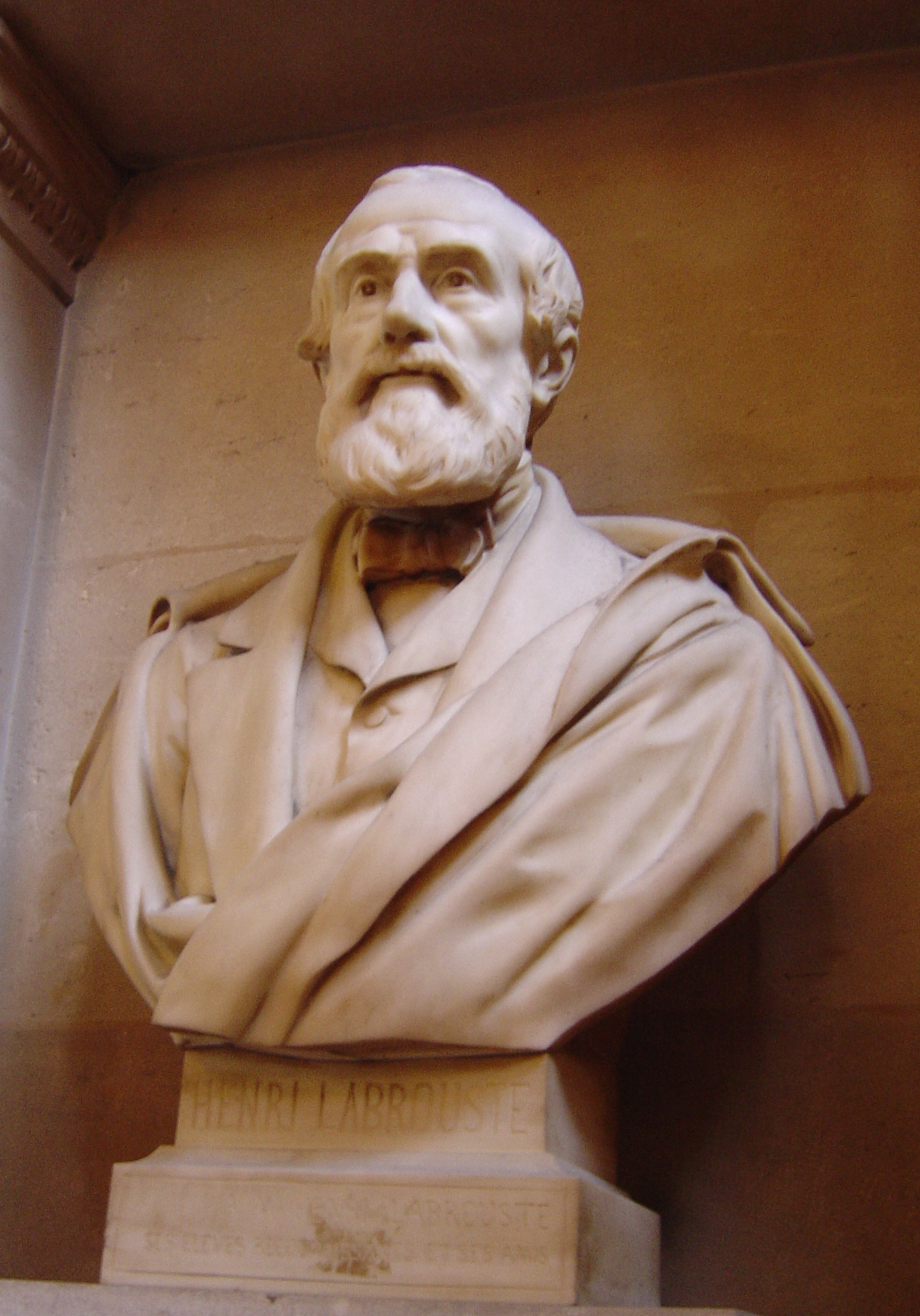
Eugène Guillaume, Henri Labrouste, buste en marbre, escalier de la bibliothèque Sainte-Geneviève à Paris.

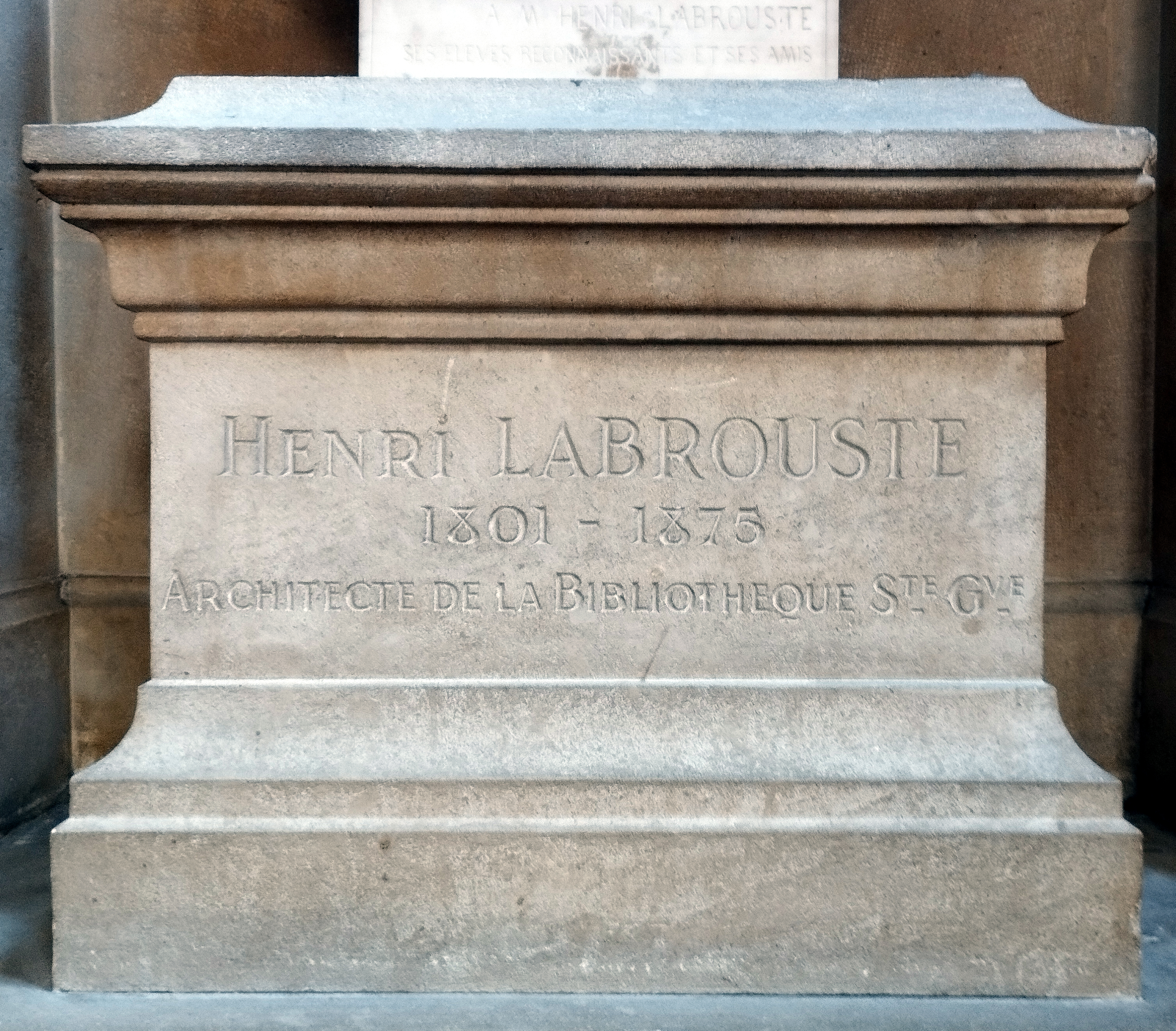
Plaque explicative du buste d'Henri Labrouste (Grand escalier de Bibliothèque Sainte Geneviève, volée de droite)

Héritière de la bibliothèque des génofévains, ses fonds deviennent propriété de l’État en 1790. Accrus par les saisies révolutionnaires, elle devient à l'étroit dans ses locaux vétustes, au dernier étage de l'ancienne abbaye devenue lycée. En 1842 elle est installée, à titre provisoire, dans une partie de l'ancien collège de Montaigu, devenu hôpital, puis prison, et destiné à la démolition dans le cadre de l’aménagement de la place du Panthéon conçue par Soufflot.
Henri Labrouste (1801-1875) est appointé depuis 1838 comme architecte de l'ancienne bibliothèque Sainte-Geneviève. En tant qu'expert, il préconise la construction d'un nouvel ensemble, contre toute attente il en reçoit lui-même la commande et présente rapidement un projet, approuvé en juillet 1843 et confirmé par la loi du 19 juillet relative à la bibliothèque Sainte-Geneviève. La nouvelle bibliothèque est édifiée à son emplacement, sur une étroite parcelle de 85 mètres sur 21 mètres, de 1843 à 1850. La première pierre du bâtiment est posée le 12 août 1844 par Pierre Sylvain Dumon, ministre de l'Instruction publique. Une médaille due au graveur Jean-Baptiste-Jules Klagmann, montrant l'intérieur de la bibliothèque projetée, est frappée pour commémorer la cérémonie. Un exemplaire en est conservé au musée Carnavalet.
Ce premier édifice spécifiquement destiné à l'accueil d'une bibliothèque, innovant par son architecture, est inauguré le 4 février 1851. Le 23 février 1852, Henri Labrouste est promu au rang d'officier de la légion d'honneur pour la réalisation de ce bâtiment.

### Henri Labrouste, architecte de la Bibliothèque impériale
Après de nombreuses hésitations pour déménager la Bibliothèque impériale qui occupe l'ancien palais Mazarin depuis 1721, l'empereur Napoléon III nomme finalement Henri Labrouste comme architecte en 1854, avec pour mission de moderniser et d'agrandir les espaces tout en préservant, en partie du moins, les lieux historiques. Dans un premier temps il rénove l'hôtel Tubeuf, entre 1857 et 1860, avant de proposer diverses versions de son projet, dont le définitif est validé en 1859. Les grand travaux commencent par la démolition des petits hôtels de Le Muet attenant à l'hôtel Tubeuf, qui laissent place à l'aile des Petits-Champs et à sa rotonde emblématique, aujourd'hui occupées par la bibliothèque de l’École nationale des Chartes. En 1867, on aménage la salle principale de la rotonde à l'étage, afin d'y installer le modèle en plâtre de la statue de Voltaire par Houdon, dont le socle de bois devait recevoir le cœur de Voltaire, déposé en 1864 à la Bibliothèque impériale sur ordre de Napoléon III. Les écrits du philosophe furent disposés tout autour, ainsi que des documents se rapportant à lui, notamment médailles et portraits, et le plafond fut peint par Pierre-Victor Galland.

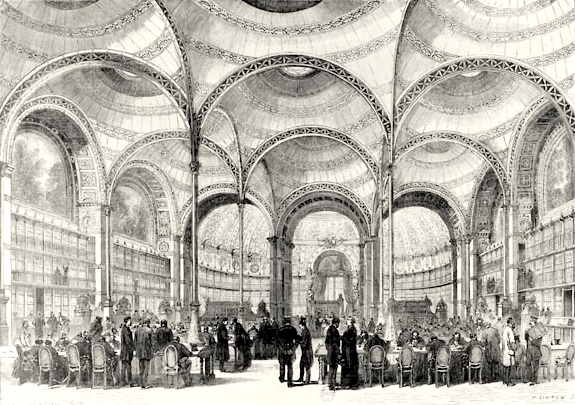
La salle Labrouste de la Bibliothèque nationale de France, site Richelieu à Paris.

En 1861 débutent les travaux de construction de la salle de travail sur la partie sud de la cour d'honneur, appelée aujourd'hui salle Labrouste, qui n'est inaugurée qu'en 1868. Labrouste s'inspire des coupoles byzantines pour réaliser le plafond, conférant à la salle des allures assumées de sanctuaire. L'architecte exploite les possibilités du métal, un matériau déjà utilisé avec brio à Sainte-Geneviève, et utilise le verre pour les coupoles afin d'inonder l'espace de lumière. Labrouste fait également le choix de décors de faïence, plus coûteux mais plus durables que le plâtre, et ayant l'avantage de refléter la clarté. En 1864 il confie les peintures des grandes arcatures à Alexandre Desgoffe, élève d'Ingres et grand paysagiste, et la sculpture des deux cariatides à Jean-Joseph Perraud. Les médaillons des grands personnages des lettres et des arts sont réalisés entre 1865 et 1866 par divers artistes, dont Eugène André Oudiné, Hyacinthe Phileas Sobre, Louis Charles Janson, Hubert Lavigne et Théodore Charles Gruyère.
En 1862 commencent les travaux du magasin central destiné aux Imprimés, à l'endroit où s'élevait l'aile de la traverse qui reliait l'aile de Nevers à la galerie Mazarine. Labrouste réalise ici un bâtiment extrêmement fonctionnel : sur 4 niveaux, le magasin est éclairé par une verrière zénithale. Sa structure est tout en métal, seuls les rayonnages sont de bois, et l'architecte imagine même un système de communication des ouvrages via un réseau de chemin de fer souterrain.
Labrouste n'omet pas de poursuivre la restauration des espaces les plus prestigieux, notamment la galerie Mazarine en 1868, mais il n'attache pas un grand intérêt à préserver les bâtiments du XVIIIe siècle. L'hôtel de Nevers est ainsi presque intégralement détruit pour laisser place à la nouvelle aile Richelieu en 1869, seul demeurant l'extrémité nord désormais complètement séparée du site par la rue Colbert. L'escalier de Law est détruit dès 1860 et en partie racheté par Richard Wallace, tandis que des boiseries conçues par Robert de Cotte sont acquises parmi les matériaux de rebuts par des particuliers, comme James de Rotshild. Le Comité des travaux historiques suivis de près le chantier, s'assurant notamment que les décors du Cabinet des Médailles soient déposés en attendant une nouvelle affectation dans les nouveaux bâtiments.
Dans le contexte d'effondrement du Second Empire et vivement critiqué sur ce volet patrimonial, Labrouste ne peut achever la destruction de l'aile de Jacques V Gabriel qu'il avait entrepris. Cette dernière sera finalement restaurée par son successeur, Jean-Louis Pascal.

## Publications
- Notes recueillies et classées par ses enfants, Paris, 1928.

## Ses réalisations
- 1834 : transformation de la façade des Beaux-Arts de Paris.
- 1837 : tombe Brunet et Ridèle au cimetière du Montparnasse à Paris.
- 1838-1851 : la Bibliothèque Sainte-Geneviève, place du Panthéon à Paris.
- 1840 : décor urbain du retour des cendres de Napoléon Ier.
- 1845-1848 : la Colonie de Saint-Firmin.
- 1853 : tombe Albouse.
- 1853-1872 : le grand séminaire de Rennes devenu la Faculté de lettres puis de Sciences économiques.
- 1854-1875 : la salle de lecture dite « salle Labrouste » et le magasin attenant de la Bibliothèque nationale de France, rue Richelieu à Paris.
- 1856-1858 : hôtel Fould.
- 1857 : tombe Cugny à Fontenay-aux-Roses.
- 1860 : Hôtel Thouret à Neuilly-sur-Seine.
- 1861 : hôtel Rouvenat.
- 1862 ; siège administratif de la Compagnie des chemins de fer de Paris à Lyon et à la Méditerranée.
- 1865 : hôtel de Vilgruy.
- 1872 : tombeau de Louise Thouret, cimetière de Montmartre à Paris.
- 1874 : Monument à Ulrich Gering.

## Distinctions
- Chevalier de la Légion d'honneur le 19 janvier 1841.
- Officier de la Légion d'honneur le 22 janvier 1852.
- Membre du Conseil supérieur des manufactures nationales des Gobelins, Beauvais et Sèvres (1848).
- Membre du Conseil général des Bâtiments civils (1854).
- Membre de l'Académie royale des architectes anglais (R.I.B.A.) (1868).
- Membre de l'American Institute of Architecture (A.I.A.) (1873).
- Président de la Société centrale des architectes (1873).
- Médaillé de l'École royale des beaux-arts.

## Élèves
- André Berthier
- Louis Rossy
- Pierre Bossan

### Sources
Les papiers personnels de Henri Labrouste sont conservés aux Archives nationales sous la cote 453AP (voir la notice relative à ce fonds dans la Salle des inventaires virtuelle des Archives nationales).
La Bibliothèque nationale de France conserve une partie de ses papiers d'architecte concernant le site Richelieu (disponible en ligne sur Gallica).